# Canthidium stahli
Canthidium stahli är en skalbaggsart som beskrevs av Edgar von Harold 1867. Canthidium stahli ingår i släktet Canthidium och familjen bladhorningar. Inga underarter finns listade.